# Chimarra nepalensis
Chimarra nepalensis är en nattsländeart som beskrevs av Douglas E. Kimmins 1964. Chimarra nepalensis ingår i släktet Chimarra och familjen stengömmenattsländor. Inga underarter finns listade i Catalogue of Life.